# Cortese dell'Alto Monferrato frizzante
Le Cortese dell'Alto Monferrato frizzante est un vin effervescent blanc  italien de la région Piémont doté d'une appellation DOC depuis le 20 juillet 1979. Seuls ont droit à la DOC les vins blancs récoltés à l'intérieur de l'aire de production définie par le décret. 

## Aire de production
Les vignobles autorisés se situent en provinces  d'Alexandrie  et d'Asti et se concentrent autour des communes d’Acqui Terme, Novi Ligure et Ovada en Montferrato. La superficie planté en vigne est de 714.30 hectares.
Voir aussi les articles Cortese dell'Alto Monferrato et Cortese dell'Alto Monferrato spumante.
- En province d’Asti : Bubbio, Canelli, Castelnuovo Belbo, Fontanile, Incisa Scapaccino, Mombaruzzo, Monastero Bormida, Montabone, Nizza Monferrato, Roccaverano, Vesime, Bruno, Maranzana, Cortiglione, Quaranti Castelletto Molina Castel Rocchero, Calamandrana Rocchetta Palafea Rocchetta Tanaro, Castel Boglione, Cassinasco, Sessame, Loazzolo, Cessole, San Giorgio Scarampi Olmo Gentile, Mombaldone, Serole, San Marzano Oliveto, Vinchio, Vaglio Serra, Mombercelli, Belveglio et Castelnuovo Calcea.

- En province d’Alexandrie : Acqui Terme, Alice Bel Colle, Basaluzzo, Belforte Monferrato, Bistagno, Carpeneto, Carrosio, Casaleggio Boiro, Cassine, Cassinelle, Castelletto d'Erro, Castelletto d'Orba, Castelnuovo Bormida, Cavatore, Cremolino, Denice, Gamalero, Grognardo, Lerma, Malvicino, Predosa, Melazzo, Merana, Molare, Montaldeo, Montaldo Bormida, Montechiaro d'Acqui, Morbello, Mornese, Morsasco, Orsara Bormida, Ovada, Pareto, Ponti, Ponzano Monferrato, Prasco, Ricaldone, Rivalta Bormida, Rocca Grimalda, Silvano d'Orba, Spigno Monferrato, Strevi, Tagliolo Monferrato, Terzo, Trisobbio et Visone ainsi qu'en partie dans les communes de Capriata d'Orba, Francavilla Bisio, Novi Ligure, Pasturana et Sezzadio.

## Caractéristiques organoleptiques
- couleur : jaune paille plus ou moins clair avec des reflets verdâtre
- odeur :  fin, délicat, caractéristique, léger mais persistant
- saveur : sec, harmonieux, plein, agréablement amer, sapide

Le Cortese dell'Alto Monferrato frizzante se déguste à une température de 6 à 8 °C et il se boit jeune. 

## Production
Province, saison, volume en hectolitres :
- pas de données disponibles